# Euphyia minois
Euphyia minois är en fjärilsart som beskrevs av Thierry-mieg 1894. Euphyia minois ingår i släktet Euphyia och familjen mätare. Inga underarter finns listade i Catalogue of Life.